# Episodul 1 (Twin Peaks)
Episodul 1, cunoscut și sub numele de „Traces to Nowhere”, este al doilea episod din primul sezon al serialului de televiziune american Twin Peaks. Acesta a fost regizat de Duwayne Dunham⁠(d) în baza unui material redactat de  David Lynch și Mark Frost⁠(d). În roluri principale apar Kyle MacLachlan, Michael Ontkean și Richard Beymer.
Dunham a primit rolul de regizor din partea lui Lynch, care dorea ca acesta să realizeze montajul următorului său proiect - Suflet sălbatic⁠(d) (1990). Dunham a continuat să utilizeze elementele stilistice implementate de Lynch în episodul pilot, inclusiv scenele statice și nuanțele de roșu. De asemenea, episodul marchează prima apariție a personajului Killer Bob⁠(d) - interpretat de decoratorul de platou Frank Silva - după ce acesta a fost surprins accidental de echipa de filmare.
Pe parcursul Episodului 1 se continuă investigația intrigii principale - uciderea liceenei Laura Palmer (Sheryl Lee⁠(d)) - de către agentul Biroului Federal de Investigații Dale Cooper (MacLachlan). Acesta interoghează mai mulți suspecți care cunoșteau victima. Episodul a fost vizionat în premieră în aproximativ 14.9 milioane de locuințe, reprezentând un sfert din audiența disponibilă. Încă de la lansare, acesta a primit recenzii pozitive din partea criticilor de film.

## Intriga

### Context
Micul oraș Twin Peaks, Washington, este șocat de uciderea liceenei Laura Palmer (Sheryl Lee) și de tentativa de omor asupra colegei sale de clasă Ronette Pulaski (Phoebe Augustine). Agentul special al Biroului Federal de Investigații Dale Cooper (Kyle MacLachlan) a sosit în oraș pentru a investiga cazul, iar primii suspecți sunt iubitul lui Palmer, Bobby Briggs (Dana Ashbrook⁠(d)), și James Hurley (James Marshall )⁠(d), iubitul  secret al tinerei.

### Evenimente
Cooper ia micul dejun la Great Northern Hotel, savurând o „ceașcă de cafea a naibii de bună”, moment în care Audrey Horne (Sherilyn Fenn) se prezintă și începe să flirteze cu el. Acesta se îndreaptă spre departamentul șerifului, unde împreună cu șeriful Truman (Michael Ontkean) discută planurile zilei. Cei doi îl interoghează pe medicul Hayward (Warren Frost), care a participat la autopsia lui Palmer. Aceștia descoperă că Laura a întreținut relații sexuale cu cel puțin trei bărbați în noaptea în care a fost ucisă.
Chelnerița Shelley Johnson (Mädchen Amick⁠(d)) se pregătește să plece la serviciu, însă soțul său abuziv Leo (Eric Da Re⁠(d)) îi cere să-i spele rufele. Aceasta descoperă o cămașă pătat cu sânge printre hainele sale și o ascunde înainte ca acesta să observe. Totuși, Leo conștientizează că a dispărut haina lipsește. Când revine acasă de la serviciu, acesta o întreabă unde a ascuns cămașa și o bate cu sălbăticie.
Cooper îl interoghează pe Hurley despre o filmare în care apar Laura și Donna Hayward (Lara Flynn Boyle); acesta neagă că ar fi fost prezent în ziua filmării, dar Cooper observă o reflexie a motocicletei sale în videoclip. Apoi îl întreabă despre aventura dintre cei doi și despre faptul că obișnuia să consume cocaină. Hurley recunoaște că a văzut-o pe Palmer în noaptea în care a fost ucisă, dar neagă că el este vinovatul. Unchiul lui James, Ed Hurley (Everett McGill⁠(d)), vine la departamentul șerifului după nepotul său. Ed îi spune lui Truman că a fost drogat involuntar în noaptea precedentă la Roadhouse, barul orașului; acesta suspectează că barmanul Jacques Renault (Walter Olkewicz⁠(d)) este responsabil. Cooper este contactat telefonic de colegul său Albert Rosenfield, care urmează să sosească în Twin Peaks pentru a contribui la investigație. Între timp, Briggs și prietenul său Mike Nelson (Gary Hershberger⁠(d)) stau închiși într-o celulă și discută despre datoria pe care Leo trebuie să o recupereze de la ei. Datoria de 10.000 de dolari se află într-o cutie de valori deținută de Palmer la care nu mai au acces. Cei doi sunt ulterior eliberați de Cooper, care îi avertizează să nu se apropie de James Hurley.
Josie Packard (Joan Chen) și Pete Martell (Jack Nance) discută despre problemele pe care aceasta le are cu cumnata sa Catherine Martell (Piper Laurie⁠(d)). Trumane și Cooper sosesc pentru a discuta cu Packard despre relația sa cu Palmer, care îi era profesoară de engleză. Packard le dezvăluie că Palmer părea tulburată, însă mai mult nu le poate spune. În același timp, Cooper își dă seama că Truman a avut o relație cu Packard. Catherine o contactează pe Packard să-i transmită că fabrica sa de cherestea a pierdut 87.000 de dolari cu o zi înainte; Catherine are o aventură cu Benjamin Horne (Richard Beymer), cei doi conspirând să preia fabrica prin toate mijloacele posibile. În aceeași zi, Hayward o vizitează pe mama Laurei, Sarah (Grace Zabriskie), în încercarea de a o consola. Cu toate acestea, Sarah are o viziune cu bărbat sinistru (Frank Silva) ghemuit în colțul camerei fiicei sale și intră în panică. În ultima scenă, Lawrence Jacoby (Russ Tamblyn), psihiatrul Laurei, ascultă o casetă audio înregistrată pentru el de pacienta sa și plânge, în timp ce se joacă cu jumătate dintr-un colier cu o inimă de aur, cealaltă jumătate fiind descoperită la locul crimei.